# Mobutu Sese Seko
Mobutu Sese Seko Nkuku Ngbendu wa Za Banga (født Joseph-Désiré Mobutu; 14. oktober 1930, død 7. september 1997 i Marokko) var præsident i Zaïre (den Demokratiske Republik Congo) i ca. 32 år (fra 1965 til 1997). Hans styre var autoritært, anti-kolonialistisk og anti-kommunistisk.
Hans søn Nzanga Mobutu blev senere landbrugsminister i den congolesiske regering.

## Liv og virke

### Baggrund
Mobutu tilhørte Ngbandi-stammen, en af de mindre blandt Congos mere end 200 folkegrupper. Han tilbad sin mor Marie Madeleine Yemo, der før ham havde fået flere børn, efter at hendes barnløse tante, der var gift med landsbyens høvding, fik lokket niecen ind i høvdingens harem for at føde børn i sin tantes sted. Det var et arrangement helt efter lokal skik, og Marie fødte høvdingen to børn; men da hun derefter fik et tvillingepar, der døde, mistænkte hun sin tante for at have dræbt børnene ved trolddom og flygtede til fods til Lisala. Her mødte hun Albéric Gbemani, som var kok for en belgisk dommer. De fik arrangeret et kirkebryllup, to måneder inden sønnen blev født. Navnet Mobutu fik han fra en onkel.
Dommerens kone tog sig venligt af den opvakte dreng, lærte ham at læse og skrive og at tale flydende fransk. Han var kun 8 år, da hans far døde, hvad der senere fik hans kritikere til - fejlagtigt - at fremstille ham som søn af noget nær en prostitueret og uden kendskab til sin far. Men Mobutus mor forsøgte efter bedste evne at skabe en tilværelse for sig selv og sine fire børn. Hans opvækst blev præget af stadige opbrud og omflytten mellem ulige slægtninge, der kunne tilbyde husly. Til sidst blev han taget ind af en onkel i Coquilhatville (senere omdøbt til Mbandaka). Her kom drengen i katolsk missionsskole, hvor han gjorde det godt, men også var klassens spøgefugl og ballademager. Især yndede han at sprøjte blæk på præsternes ryg, når de skrev på tavlen, og at gøre nar af præsternes dårlige franske udtale; de fleste af dem kom fra Flandern. Selv var Mobutu optaget af, at hans egne børn skulle få en god skolegang. En gang, præsident Mobutus yacht lagde til i nærheden af Mbandaka, sendte han bud efter sine eksamensbevis fra den gang, og fremviste stolt sine gode karakterer til sine hidtil skeptiske børn.

### Hæren
I 1949 blev han imidlertid udvist. Han var taget af sted til Leopoldville og mødte en pige, han ikke kunne rive sig løs fra. Det blev alligevel missionsskolen for meget, og Mobutu blev overført til Force Publique, hæren. Her kom han imidlertid til at trives udmærket; han fortsatte sin uddannelse og læste ivrigt, hvad han kom over. Hans favoritter var Charles de Gaulle, Winston Churchill og Machiavelli. Mobutu tog eksamen i regnskabsførelse og giftede sig med den 14-årige Marie Antoinette; så beskeden var hans økonomi, at bryllupsgæsterne blev beværtet med en kasse øl.
Mobutu meldte sig ind i partiet National Congolese Movement stiftet af Patrice Lumumba. De to mænd blev nære venner og delte håbet om et frit, selvstændigt Congo, hvor den splittende stammetilhørighed ville trumfes af loyalitet til nationen. Men flere var mistænksomme til Mobutus motiver. Det var kendt, at belgisk efterretningsvæsen kontaktede de unge congolesere, der opholdt sig en tid i Brüssel, som han havde gjort i 1958. Flere samtidige hævder, at på den tid, da Mobutu tog steget til at blive Lumumbas personlige assistent, der indgik aftaler for ham og var hans stedfortræder i de økonomiske forhandlinger i Belgien, var Mobutu i virkeligheden informant for belgisk efterretning.
Mobutu lærte at flyve, og tidligt i 70'erne oplevede vestlige journalister, når de var blevet fløjet til fronten i militærfly, at piloten var præsident Mobutu selv, iført militært camouflagetøj. Hans hukommelse beskrives som fantastisk; man kunne nævne en hændelse ti år tidligere, så kom Mobutu straks med den præcise dato og en nærmere beskrivelse af omstændighederne ved begivenheden.

### Magtovertagelsen i 1960
I september 1960 tog Mobutu magten i Congo. Landet var da opdelt i fire regioner med én Lumumba-tro regering østpå; en anden støttet af belgierne og ledet af Moise Tshombe; en tredje ledet af Albert Kalonji og en fjerde i Leopoldville, ledet af præsident Kasa-Vubu. Efter fem lange år med krig og splittelse hilste congoleserne Mobutus statskup velkommen. I årevis forblev han enormt populær som manden, der skabte fred i Congo.
Lumumba blev myrdet i januar 1961. Selv om Mobutu aldrig indrømmede skyld eller medvirkning, faldt det folk svært at tro, at han som hærens leder ikke var informeret. Hans beslutning om at rejse et monument over Lumumba, Congos første statsminister, virkede som ren kynisme. Snart blussede marxistiske oprør op østpå, støttet af Che Guevara, der var opbragt over lederen Laurent Kabilas udsvævelser med druk og kvinder. Rystende var massakren i 1964 på 200 hvide gidsler, som en hvid lejehær og belgiske tropper måtte opgive at forhindre. Vesten kom aldrig til at se på Afrika med de samme øjne igen.
Den første periode under Mobutus styre var præget af offentlige henrettelser af mistænkte modstandere ved hængning. Især vakte det opsigt, da Pierre Mulele - uddannelsesminister under Lumumba - blev lokket tilbage til Congo med et falskt løfte om frit lejde. Tilbage i hjemlandet blev Mulele tortureret ihjel af soldaterne; hans øjne og kønsdele revet ud, og hans lemmer afskåret et for et.
I kontrast til dette Mobutu blev omtalt som le doux colonel (= den milde oberst). Men hans fredelige magtovertagelse krævede meget af ham personligt; i den tid blev Mobutu udsat for i snit fem attentatforsøg om ugen. Han sendte kone og børn til Belgien for at vide dem i sikkerhed, men Marie Antoinette lod børnene blive der, og vendte selv tilbage til Congo efter et døgn. Personligt udviste Mobutu stort mod. Han havde måttet stå overfor rasende, bevæbnede, berusede soldater og tale dem til ro. En gang var politiet på randen af mytteri, råbte og skreg og pegede på ham med skydevåben. Mobutu tabte ikke fatningen. Stilfærdigt talte han den rasende flok til ro, til han kunne gå hen og tage våbnene fra dem, den ene efter den anden.

### Zaireanisation
I 1971 præsenterede Mobutu FN for sin tanke om at modernisere Congo, men ikke på vestligt vis. Landet skulle finde tilbage til sin rødder indenfor rammen af forfædrenes åndelige værdier. Mobutu omdøbte Congo til Zaire, og statuerne af Henry Morton Stanley og de belgiske konger blev væltet. Inspireret af den franske revolution blev tiltalen Madame og Monsieur erstattet af Citoyenne (= borgerinde) og Citoyen (= borger) - altså stadig fransk. Det europæiske jakkesæt blev udskiftet med Mobutus egen opfindelse, en højkravet jakke med navnet abacost, en forkortelse af á bas le costume (= ned med jakkesættet). Abacost blev båret uden skjorte og slips. Men da den som regel var af marineblå eller mørkebrun uld, var den ikke spor bedre tilpasset Congos tropiske klima end europæisk tøj. Hvad kvinder angik, skulle 70'ernes vestlige miniskørt udskiftes med det traditionelle, ankellange, afrikanske antræk.
I 1973 vedtog Mobutu, at alle ejendomme og virksomheder tilhørende udlændinge skulle tilbageføres "til landets sønner", en nationalisering, der indgik i hans projekt Zaireanisation. Men da han undlod at give retningslinjer for, hvem der skulle tildeles hvad, endte Zaires øverste funktionærer med at beslaglægge udlændinges virksomheder værd omkring en milliard US$. Mobutu selv sikrede sig 14 plantager, som han slog sammen til én med i alt 25.000 ansatte. Hans plantage blev dermed Zaires tredjestørste arbejdsplads, og stod for en fjerdedel af Zaires kakao- og gummiproduktion. Ngbandi'erne - folk fra Mobutus egen stamme - blev en ny elite, men han sørgede også for at berige alle de store etniske grupper, med tanke på, at han ikke kunne klare sig uden støtte fra dem.
Mens de tidligere ejere flygtede fra landet, blev deres virksomheder og livsværk overladt mennesker, der hverken forstod sig på at drive dem eller havde nogen interesse af dem. De nye ejere tømte bankkonti, ansatte slægtninge uden forudsætninger for jobbet, solgte kvæg og udstyr, og rev beplantninger op. Udbyttet blev omsat i dyre biler; Zaires import af Mercedes-Benz det følgende år slog alle afrikanske rekorder. Den jævne borger var lamslået vidne til, hvordan virksomheder lukkede og butikshylder var tomme. Få uger senere bad den nye elite de udskældte forretningsmænd - flest portugisere og grækere - om at vende tilbage og fylde varelagrene op igen; men vestlige leverandører havde da standset al kredit og alle vareforsendelser.
Til overmål havde Mobutu optaget enorme udlandslån for kolossale projekter, såsom dæmningen af Inga-floden (påbegyndt i januar 1968) og en kraftledning til de sydlige kobberminer. Katastrofalt nok faldt kobberprisen med to tredjedele i kølvandet af oliekrisen i 1973. Frem til Zaireanisation havde Zaires økonomi vokset med 7 % årligt. Fra 1974 gik det kun nedad. Mobutu ændrede nu kursen for at lokke forretningsmændene tilbage, ved at udbetale dem en delvis erstatning for deres beslaglagte ejendomme. Men ingen havde glemt chokket ved at blive udplyndret efter ordre af landets egen præsident, og de eneste, der turde at investere, gjorde det efter at have forsikret sig om en hurtig og høj fortjeneste, som de straks tog ud af landet i stedet for at reinvestere.

### Korruption
Hvor en vis korruption havde været en del af livet i Zaire som i andre afrikanske lande, gjorde Mobutus reformer Zaire til Afrikas mest korrupte land. Hans kritiker Cleophas Kamitatu slog dog de fleste, da han som Zaires ambassadør til Japan solgte ambassadebygningen i Tokyo og stak pengene i sin egen lomme. Kamitatu hævdede at have foretaget salget for at dække lønudgifterne til ambassadens ansatte, men få troede ham.
Præsident Mobutu sikrede sig 400 lukrative poster i systemet. I 1959 var han god for så lidt som US$ 6 - seks dollars. Men da han som præsident købte Villa del Mare på den franske riviera som feriebolig, spurgte han angiveligt ikke en gang, om prisen var i US$ eller belgiske franc, skønt dollaren var 39 gange mere værd. Han skaffede sig tilhængere ved at uddele stillinger i det offentlige, og i starten af 1990'erne vurderede Verdensbanken, at de 600.000 offentligt ansatte udførte et arbejde, der med rimelighed kunne være udført af 50.000 personer. Zaires centralbank havde omkring 3.000 ansatte; landets private bankvæsen kun omkring 1.000.
Mobutu fik tilnavnet "kongen af kleptokratiet". Før sin død ejede han ni ejendomme i Brüssel og en enorm lejlighed i Avenue Foch i Paris; en villa og hoteller i Marbella; et hus i Madrid; en ejendom med tolv soveværelser i Algarve; 11 paladser i hjemlandet; et hus i Schweiz og hoteller i Sydafrika. Efter 30 års udplyndring af Zaires rigdomme - kobber, kobolt og diamanter - og efter at have stukket millioner af dollars i vestlig bistandshjælp i sin egen lomme, samt bestikkelser fra multinationale selskaber, var Mobutus formue allerede i 1980'erne omkring US$ 4 milliarder.

### Sidste tid
Mobutus søn Niwa udpegede sig som en sandsynlig efterfølger, men døde af AIDS i 1994. Mange congolesere mener dog, at fordi Mobutu selv angiveligt blev beskyttet af stærk magi, overførte denne magi forbandelser rettet mod Mobutu til hans søn, som døde af dem i sin fars sted. En anden søn, generalen Kongulu Mobutu, var kendt for sin brutalitet. Han døde i eksil i Monaco i 1998, også af AIDS.
Mobutu selv døde af prostatakræft fire måneder efter, at han var afsat. Han og familien undslap den fremrykkende oprørshær ved at flygte til Togo, og var fem dage senere installeret som gæster hos kong Hassan af Marokko, hvor Mobutu døde. Da oprørshæren indtog huset, hvor han holdt til de sidste dage, han opholdt sig i sit hjemland, var bygningen plyndret og tømt - selv vandhanerne var stjålet, så vandet strømmede ud. Og i havedammen flød symbolet på statslederens fysiske forfald omkring; præsidentens bleer for inkontinens var i hundredvis smidt ud i vandet, hvor de flød i tykke lag.
Han er begravet på den kristne kirkegård i Rabat.